# Zeeuws-Vlaanderen
Zeeuws-Vlaanderen (zel. Zeêuws-Vlaonderen) – region w holenderskiej części Flandrii, na południe od ujścia Skaldy. Zajmuje powierzchnię 875,8 km², w 2013 roku liczył ok. 106 tys. mieszkańców.
Region Zeeuws-Vlaanderen leży w południowo-zachodniej części Holandii w prowincji Zelandia i stanowi najdalej wysuniętą na północ część Flandrii. Sąsiaduje z dwiema belgijskimi prowincjami: Flandrią Zachodnią od zachodu i Flandrią Wschodnią od południa. Zachodnią jego część zajmuje gmina Sluis, środkową – Terneuzen, a wschodnią – Hulst. Od reszty kraju oddzielony jest estuarium Skaldy. Z resztą Zelandii region połączony jest tunelem biegnącym pod Skaldą.

## Urodzeni w Zeeuws-Vlaanderen
- Lodewijk van den Berg – astronauta
- Dick Dees – polityk
- Jacques Hamelink – poeta, prozaik, krytyk literacki
- Willem van Hanegem – piłkarz i trener
- Ate de Jong – reżyser
- Annabel Kosten – pływaczka
- Theo Middelkamp – kolarz
- Roelof Nelissen – polityk
- Sandra Roelofs – filolog i działaczka społeczna, do 2013 roku pierwsza dama Gruzji
- Herman Wijffels – ekonomista i polityk